# George-tó (Uganda)
A George-tó, másik nevén Dweru-tó Ugandában található. A tó vízfelszíne 250 négyzetkilométert borít be. A George-tó a Nagy-hasadékvölgy tórendszerének egyik tagja, ugyanakkor a Nagy-tavak közé nem sorolható. Akárcsak a térségben elhelyezkedő több tavat, a George-tavat is a Brit uralkodócsalád egyik tagja után nevezték el, történetesen V. György brit király után. A tóból délnyugati irányban az Edward-tó felé folyik el a tóban felgyülemlő plusz vízmennyiség a Kazinga-csatornán keresztül. 
Henry Morton Stanley volt az első európai 1875-ben, aki látta a tavat, miután a Katonga-folyó nyomvonalát követve eljutott idáig a Viktória-tótól. Úgy gondolván, hogy e vízfelület az Albert-tó része, a víztestet Beatrice-öbölnek nevezte el. Az 1888 és 1889 közt tett látogatása során rájött, hogy valójában két különálló tóról van szó, ezért ekkor változtatta meg az eredeti elnevezést a napjainkban is használatos földrajzi névre.

## Fordítás
Ez a szócikk részben vagy egészben  a   Lake George (Uganda) című angol Wikipédia-szócikk ezen változatának fordításán alapul.  Az eredeti cikk szerkesztőit annak laptörténete sorolja fel. Ez a jelzés csupán a megfogalmazás eredetét és a szerzői jogokat jelzi, nem szolgál a cikkben szereplő információk forrásmegjelöléseként.